# Alexandre Digeon
Alexander Elisabeth Michel Digeon (Parigi, 27 giugno 1771 – Ronqueux, 2 agosto 1826) è stato un generale, politico e nobile francese.

## Biografia

### I primi anni
Digeon nacque a Parigi il 27 giugno 1771, figlio di un fermiere generale (agente delle tasse). Entrò nell'esercito col grado di tenente nel 104º reggimento di fanteria e dopo pochi mesi venne trasferito al 9° cacciatori a cavallo. Nominato chef d'escadron (capitano) del 19º reggimento dragoni, venne ferito da una baionetta durante l'attacco al ponte di Kehl. Successivamente, nella battaglia del Trebbia, divenne comandante del reggimento dopo la morte del suo colonnello. Suo fratello minore venne ferito nel corso della battaglia di Marengo, dove era artigliere della guardia consolare. Napoleone Bonaparte inviò il colonnello Jean-Baptiste Bessières dal padre di Digeon per comunicargli la notizia del ferimento, e in quell'occasione il padre di Digeon chiese a Napoleone di far rientrare in Francia il primogenito e avere la sua nomina a colonnello del 26º reggimento cacciatori a cavallo.

### Le guerre napoleoniche

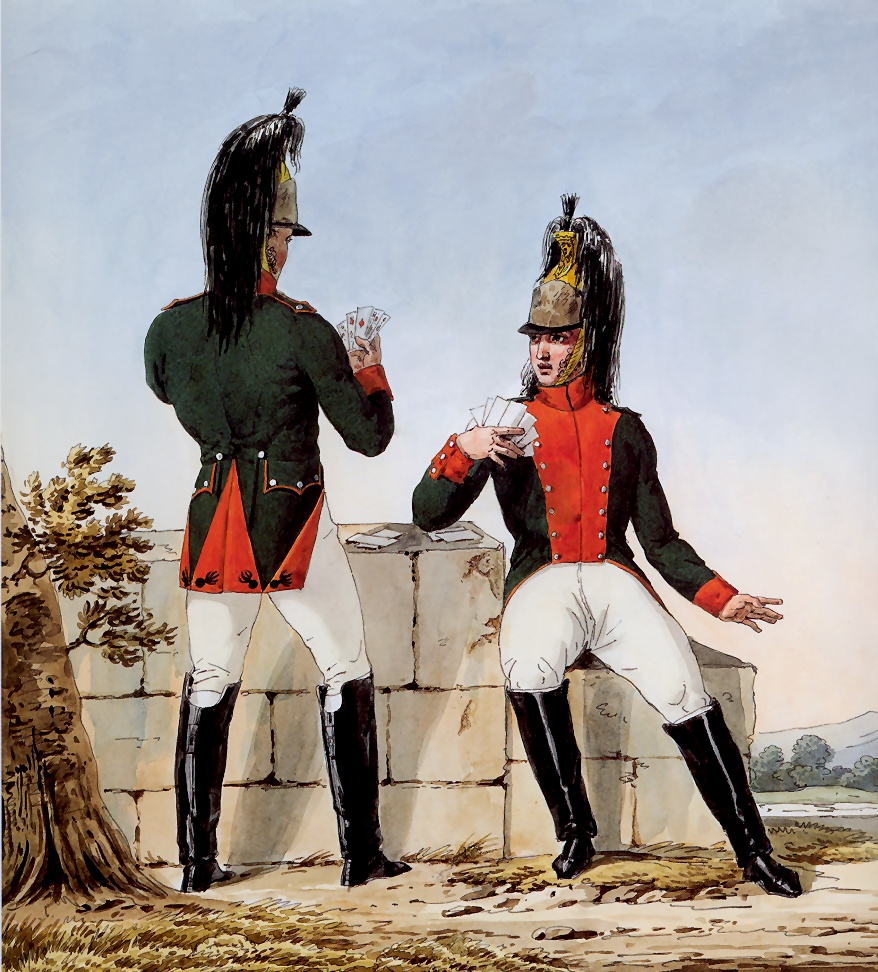
Dragoni del 25º reggimento mentre attendono le battaglie di Heilsberg e di Friedland (disegno di Carle Vernet).

Ancora comandante del 26° cacciatori, Digeon prese parte alla campagna di Ulma del 1805, combattendo a Lensberg ed alla battaglia di Austerlitz dove venne ferito e dove riuscì da solo a catturare tre stendardi nemici. Dopo la battaglia venne insignito della commenda della Legion d'onore. Prese parte all'assedio di Stralsund del 1807. Elevato al rango di generale di brigata, servì nella 1ª divisione dragoni del generale Marie Victor de Fay de Latour-Maubourg al comando del 20° e 25° dragoni. In quello stesso anno ebbe modo di distinguersi nella battaglia di Heilsberg e nella battaglia di Friedland.
Assegnato in Spagna, fu al comando di una brigata di dragoni nel gruppo del maresciallo Jean Lannes. Il 23 novembre 1808, combatté nella battaglia di Tudela dove Francisco Castaños venne sconfitto. Nel 1812 venne nominato governatore militare e civile delle province di Cordoba e Jaén, distinguendosi per la saggia amministrazione che gli valse il favore della popolazione, ridotta in miseria dalla guerra.
La sua brillante guida delle operazioni durante la ritirata del maresciallo Nicolas Soult dall'Andalusia gli valse il rango di generale di divisione il 3 marzo 1813. Si trovò a combattere nella battaglia di Vitoria dove venne ferito per la quinta volta. Alla fine dell'anno passò nell'armata della Catalonia comandata dal maresciallo Louis Gabriel Suchet, e fu posto al comando dell'intera cavalleria della 1ª divisione di fanteria.
Accorpato nel 1814 all'esercito in difesa di Lione, comandato dal maresciallo Pierre Augereau, il 20 marzo di quello stesso anno, mentre gli austriaci avanzavano verso il sobborgo di Saint-Just-d'Avray, Digeon riprese l'offensiva e catturò una batteria d'artiglieria nemica facendo quasi 400 prigionieri. Questo fatto arrestò l'avanzata degli austriaci, anche se gli alleati occuparono Lione il giorno successivo.

### La Restaurazione
Dopo la Restaurazione borbonica, Digeon venne impiegato come ispettore generale di cavalleria. In tale ruolo fu a Nevers quando Napoleone Bonaparte ritornò dall'Elba. Il ministro della guerra lo nominò comandante di una divisione di cavalleria a Lione. Vi giunse il 5 marzo, ma dopo diversi sforzi per raggruppare soldati fedeli a Napoleone, dovette lasciare il comando al maresciallo Jacques Macdonald. Re Luigi XVIII di Francia lo nominò suo aiutante di campo. Digeon declinò l'offerta per servire Napoleone durante i Cento Giorni. Restaurato nuovamente al potere, il sovrano lo nominò comandante della divisione di cavalleria della Guardia Reale e poi lo creò pari di Francia col titolo di visconte.
Alla Camera Alta, supportò costantemente i partiti di destra. Nel marzo del 1823, in assenza di Claude-Victor Perrin, venne nominato ministro della guerra e membro del Consiglio Privato. Morì il 2 agosto 1826 nella sua residenza, il castello di Ronqueux, presso Bullion, non lontano da Parigi. Sposò, poco prima della sua morte, una donna della casa dei Saulx Tavannes. Il suo nome è iscritto sulla colonna 22 dell'Arco di Trionfo di Parigi.